# 黃士俊 (光緒進士)
黃士俊，贵州贵阳人，清朝政治人物、進士出身。

## 生平
光緒十八年（1892年）壬辰科進士，三甲一百六十六名，同年五月，以主事分部学习，后官兵部主事。